# Stagira
Stagira (Oldgræsk: Στάγειρα eller Στάγειρος, latin: Stagira eller Stagirus) var en antik græsk bystat beliggende på en lille halvø ved den nordøstlige kyst af Halkidiki i det nuværende Grækenland. Byen er verdensberømt som fødested for videnskabsmanden og filosoffen Aristoteles.
Stagira blev grundlagt af joniske kolonister i det 7. århundrede f.Kr. og havde en omskiftelig historie med alliancer med både Athen og Sparta. Byen blev fuldstændig ødelagt af kong Filip II af Makedonien i 348 f.Kr., men blev senere genopbygget på Aristoteles' anmodning. I dag er ruinerne, der i 1886 blev identificeret af den danske arkæolog Karl Frederik Kinch, et vigtigt arkæologisk område nær den moderne by Olympiada.

## Historie

### Grundlæggelse og tidlig historie
Stagira blev grundlagt omkring år 655 f.Kr. af joniske kolonister fra øen Andros. Senere ankom der også bosættere fra Chalkis på Euboia. Byens strategiske placering, adgang til havne og nærhed til mineralrige områder (inklusive guldminer) bidrog til, at den hurtigt udviklede sig til en betydningsfuld og velstående bystat med egen møntproduktion. Byen begyndte at præge egne mønter omkring 530 f.Kr., ofte med et vildsvin (kapros) som emblem - et symbol der også gav navn til byens havn.
I sine tidlige århundreder blomstrede Stagira som en fri, uafhængig og velstående bystat, der deltog aktivt i det græske koloniale handelsnetværk i det nordlige Ægæerhav.
Under Perserkrigene blev Stagira midlertidigt besat af den persiske kong Xerxes I i 480 f.Kr. Efter persernes tilbagetrækning sluttede byen sig til Det Deliske Søforbund under Athens ledelse og betalte en årlig tribut til alliancen på ét talent.

### Den Peloponnesiske Krig
Under Den Peloponnesiske Krig (431–404 f.Kr.) opstod der spændinger mellem Athen og flere af forbundets medlemmer. I 424 f.Kr. forlod Stagira forbundet og allierede sig med Athenes rival, Sparta. Som reaktion forsøgte den athenske demagog og general Kleon at erobre byen i 422 f.Kr. Belejringen mislykkedes, og Kleon led et afgørende nederlag og blev dræbt kort efter i Slaget ved Amfipolis mod den spartanske general Brasidas. Kleons fejlslagne felttog blev genstand for satire i Aristofanes' komedie Ridderne. 
Efter Nikiasfreden i 421 f.Kr. genvandt Stagira formelt sin autonomi, men forblev forpligtet til at betale tribut til Athen. I begyndelsen af det 4. århundrede f.Kr. sluttede byen sig til Det Chalkidiske Forbund med hovedsæde i Olynthos.

### Den Chalkidiske Liga og makedonsk ødelæggelse
Efter krigen blev Stagira medlem af Den Chalkidiske Liga, et magtfuldt forbund af bystater på halvøen med Olynthos som den ledende by. Ligaens voksende indflydelse blev set som en trussel af det ekspanderende makedonske kongerige under Filip II af Makedonien. Dette førte til krig, og i 348 f.Kr. erobrede og jævnede Filip II Stagira med jorden, ligesom han gjorde med Olynthos og andre byer i ligaen. Byens indbyggere blev ifølge kilderne dræbt eller solgt som slaver.

### Genopbygning og senere forfald
Ifølge antikke kilder, herunder Plutarch, overtalte Aristoteles, der var blevet hyret som lærer for Filips søn, Alexander den Store, kongen til at genopbygge sin fødeby. Omkring 340 f.Kr. blev byen genopbygget, og dens tidligere borgere fik lov at vende tilbage.
Under den Olynthiske Krig (349-348 f.Kr.) blev byen erobret og fuldstændigt ødelagt af de makedonske styrker i 348 f.Kr.
Omkring 343-340 f.Kr. beordrede Filip II imidlertid byens genopbygning og genbefolkning. Denne bemærkelsesværdige handling tilskrives traditionelt Aristoteles' indflydelse, da filosoffen på dette tidspunkt tjente som lærer for Filips søn Alexander den Store. Genopbygningen omfattede:
- Et akvæduktsystem
- To helligdomme dedikeret til Demeter[5]
- Mange nye boligblokke
- Restaurering af offentlige bygninger

Trods genopbygningen genvandt Stagira aldrig sin tidligere betydning. I den hellenistiske og romerske periode oplevede byen gradvis nedgang. Den græske geograf Strabon beskrev omkring Kristi fødsel Stagira som "eremos" (øde, forladt), hvilket indikerer at byen var stort set affolket i det 1. århundrede e.Kr.
I byzantinsk tid var området kendt som Siderokafsia (Σιδηροκαύσια, "jernsmelteovn"), hvilket vidner om fortsat metalbearbejdning. Under den osmanniske periode i det 16. århundrede var der endda et af sultanens møntværksteder placeret her.

## Aristoteles' betydning for Stagira
Stagira er uløseligt forbundet med sin mest berømte bysbarn.
Fødsel og familie: Aristoteles blev født i Stagira i 384 f.Kr. som søn af Nikomachos, der var hoflæge ved det makedonske kongehus og for kong Amyntas III af Makedonien. Familien tilhørte Asklepiaderne, et anset lægelaug, hvis tradition for empirisk observation menes at have påvirket Aristoteles' senere videnskabelige metode. Efter forældrenes tidlige død blev Aristoteles opdraget af Proxenos af Atarneus. Som 17-årig forlod han Stagira for at studere hos Platon i Athen.
Byens frelser: Traditionen om, at Aristoteles sikrede byens genopbygning, gav ham en status som byens "anden grundlægger" og en central figur i byens historie.
Grav og eftermæle: Efter Aristoteles' død i 322 f.Kr. i Chalkis på Euboia, overførte indbyggerne i Stagira ifølge traditionen hans jordiske rester til byen. De erklærede ham posthumt for byens "oikistes" (grundlægger) og rejste et alter kaldet "Aristoteleion" over hans grav. En årlig festival, "Aristoteleia", blev indstiftet til hans ære.
Denne tradition understreger Aristoteles' centrale betydning for byens identitet og overlevelse, især efter Filips genopbygning på filosoffens foranledning.

## Arkæologi og udgravninger
Det arkæologiske område Stagira ligger på og imellem to bakkedrag på Liotopi-halvøen.
Identifikation: Ruinernes placering blev endeligt fastslået i 1886 af den danske filolog og arkæolog Karl Frederik Kinch.
Udgravninger: Efter indledende undersøgelser i 1960'erne af den græske arkæolog F. Petsas, blev der gennemført systematiske udgravninger fra 1990 til 2000 under ledelse af Dr. Kostas Sismanidis.
Vigtige fund:
- Bymuren: En imponerende, velbevaret bymur fra den klassiske periode (5. årh. f.Kr.) strækker sig over to kilometer rundt om området, forstærket med tårne og bastioner.
- Agora: Byens centrale plads, eller agora, er fundet i lavningen mellem de to bakker. Her lå en stor stoa (søjlehal), der fungerede som offentligt samlingssted.
- Bygninger: Rester af private huse bygget på terrasser, værksteder, en arkaisk tempelbygning og de to Demeter-helligdomme fra genopbygningstiden er blevet afdækket.
- Byzantinsk fæstning: På toppen af den nordlige bakke findes ruinerne af en byzantinsk fæstning (kendt som Lipsazda), der blev opført oven på de antikke ruiner omkring det 10. århundrede e.Kr.

### Hypotesen om Aristoteles' grav
I 2016 fremsatte udgravningslederen Kostas Sismanidis en hypotese om, at han muligvis havde fundet Aristoteles' grav. Fundet drejer sig om en kuppelformet bygning med et marmorgulv, centralt placeret nær byens agora. Sismanidis argumenterede for, at bygningens placering og monumentale udformning svarer til beskrivelserne af et heroon (heltemonument) og det formodede "Aristoteleion".
Argumenter for identifikationen:
- Bygningens monumentale karakter og centrale placering
- Datering til tidlig hellenistisk periode
- Fund af alter og cirka 50 bronzemønter fra Alexanders tid
- Keramik fra kongelige værksteder i Pella

Videnskabelig skepsis:
- Mangel på direkte beviser (inskriptioner eller jordiske rester)
- Fraværet af entydige identifikationsmarkører
- Alternative fortolkninger mulige

Hypotesen vakte stor international opsigt, men er blevet mødt med betydelig skepsis fra det meste af det arkæologiske samfund. Kritikere påpeger, at der mangler definitive beviser, såsom en indskrift, der kan bekræfte identifikationen, og at bygningstypen ikke er unik. Spørgsmålet er derfor fortsat uafklaret.
Debatten fortsætter blandt arkæologer, og selvom teorien betragtes som plausibel af nogle forskere, mangler der stadig definitive beviser.

## Geografi og beliggenhed
Antikkens Stagira ligger på østkysten af Halkidiki-halvøen, ca. 700 meter fra den moderne kystby Olympiada. Den moderne landsby, der bærer navnet Stagira, ligger ca. 18 km sydvest for det arkæologiske område, ved foden af Stratoniko-bjerget.
Det antikke Stagira lå på en lille bjergrig halvø kaldet Liotopi ved Chalkidikis nordøstlige kyst. Byen strakte sig over to bakker - en mindre kystnær bakke mod nord og en større mod syd - adskilt af en lavtliggende landtange.
Havnen bar navnet '''Kapros''' (Κάπρος, "vildsvin"), ligesom en nærliggende ø. Den strategiske placering gav adgang til naturlige havnefaciliteter og kontrol over handelsruter i det nordlige Ægæerhav.
Hele området omkring ruinerne er kendetegnet ved frodige, skovklædte bakker og er en del af EU's Natura 2000-netværk, der har til formål at beskytte værdifuld natur.

## Stagiras arv og moderne betydning
I dag er det arkæologiske område frit tilgængeligt for offentligheden.
Ruinerne ved Olympiada er tilgængelige for offentligheden som arkæologisk område. Stedet administreres af det græske kulturministerium med velvedligeholdte stier og informationstavler.
Fund fra udgravningerne udstilles på det Arkæologiske Museum i Polygyros, som genåbnede i 2022 efter renovering.
I den nærliggende moderne landsby Stagira findes Aristoteles' Park, en temapark med interaktive instrumenter (parabolske reflektorer, solur, kompas, vandturbine), der demonstrerer nogle af de naturvidenskabelige principper, som Aristoteles studerede. Parken, der også har en stor statue af filosoffen, er et populært udflugtsmål og et pædagogisk center.
Stagira står i dag som et symbol på klassisk græsk bystatskultur og som et evigt monument over en af historiens største tænkere.

## Kronologi
| Årstal (ca.)            | Begivenhed                                                                                         |
| ----------------------- | -------------------------------------------------------------------------------------------------- |
| 655 f.Kr.               | Grundlæggelse af ioniske kolonister fra Andros.                                                    |
| 530 f.Kr.               | Stagira begynder at præge egne mønter, ofte med vildsvinemotiv.                                    |
| 480 f.Kr.               | Besættelse af Xerxes I af Persien under Perserkrigene.                                             |
| Efter 478 f.Kr.         | Medlem af Det Deliske Søforbund under Athens ledelse.                                              |
| 424 f.Kr.               | Løsrivelse fra Det Deliske Søforbund; alliance med Sparta under Den Peloponnesiske Krig.           |
| 422 f.Kr.               | Belejret uden succes af den athenske strategos Kleon.                                              |
| Sent 4. årh. f.Kr.      | Medlem af Det Chalkidiske Forbund.                                                                 |
| 384 f.Kr.               | Aristoteles fødes i Stagira.                                                                       |
| 349/348 f.Kr.           | Erobring og ødelæggelse af Filip II af Makedonien.                                                 |
| Ca. 343-340 f.Kr.       | Genopbygget af Filip II (eller muligvis Alexander den Store) på Aristoteles' foranledning.         |
| 322 f.Kr.               | Aristoteles dør i Chalkis; tradition om overførsel af hans aske til Stagira.                       |
| Ca. 300 f.Kr.           | Mulig nedgang i minedriften omkring Stagira.                                                       |
| Ca. 1. årh. f.Kr./e.Kr. | Beskrevet som forladt ("eremos") af geografen Strabon.                                             |
| 1886 e.Kr.              | Det antikke Stagiras beliggenhed identificeret af den danske arkæolog Karl Frederik Kinch.         |
| 1960'erne e.Kr.         | Første arkæologiske udgravninger påbegyndt af F. Petsas.                                           |
| 1990-2000 e.Kr.         | Systematiske og omfattende arkæologiske udgravninger ledet af Dr. Kostas Sismanidis.               |
| 2016 e.Kr.              | Dr. Kostas Sismanidis fremsætter teorien om fundet af Aristoteles' grav (Aristoteleion) i Stagira. |

Table 1: Tidslinje for Større Begivenheder i Stagiras Historie

## Se Også
- Aristoteles
- Filip II af Makedonien
- Alexander den Store
- Chalkidiki
- Det Deliske Søforbund
- Den Peloponnesiske Krig
- Olynthos
- Olympiada (Chalkidiki)
- Antikkens Grækenland
- Græsk kolonisering